# Zigera diffusifascia
Zigera diffusifascia là một loài bướm đêm trong họ Noctuidae.